# Пригородный (Каслинский район)
Пригородный — посёлок в Каслинском районе Челябинской области России. Входит в состав Каслинского городского поселения. Находится восточнее озера Малые Касли, примерно в 3 км к востоку от районного центра, города Касли, на высоте 241 метра над уровнем моря.

## Население
| 2002 | 2009 | 2010 | 2011 | 2012 | 2013 | 2014 |
| ---- | ---- | ---- | ---- | ---- | ---- | ---- |
| 123  | ↘98  | ↘63  | ↘61  | ↘45  | ↗46  | ↘36  |
| 2015 | 2016 | 2017 | 2018 | 2019 | 2020 | 2021 |
| ↗43  | ↘38  | ↘32  | ↗33  | ↘28  | ↗30  | →30  |

По данным Всероссийской переписи, в 2010 году численность населения поселка составляла 63 человек (33 мужчины и 30 женщин).

## Улицы
Уличная сеть посёлка состоит из 5 улиц.